# Александер (футболіст)
Александер Крістіан Гомес да Коста (порт. Alexsander Christian Gomes da Costa, нар. 8 жовтня 2003) — бразильський футболіст, півзахисник клубу «Флуміненсе».

## Клубна кар'єра
Вихованець клубу «Флуміненсе». 5 листопада 2022 року в матчі проти «Сан-Паулу» дебютував у бразильській Серії A. 18 березня 2023 року в поєдинку Ліги Каріока проти «Волта-Редонди» гравець забив свій перший гол за «Флуміненсе». Александер дебютував у Серії А 5 листопада 2022 року, вийшовши на заміну замість Кріса Сілви під час домашньої гри з «Сан-Паулу» (3:1). З командою у 2023 році виграв чемпіонат штату Ріо-де-Жанейро та Кубок Лібертадорес.

## Міжнародна кар'єра
У 2023 році у складі молодіжної збірної Бразилії Александер став переможцем молодіжного чемпіонату Південної Америки у Колумбії. На турнірі він зіграв у всіх дев'яти матчах.

## Досягнення
- Чемпіон штату Ріо-де-Жанейро: 2023
- Володар Кубка Лібертадорес: 2023
- Переможець Рекопи Південної Америки: 2024

Збірні
- Переможець молодіжного чемпіонату Південної Америки: 2023